# Азадовський Марко Костянтинович
Марк Костянти́нович Азадо́вський (6 грудня (18 грудня) 1888, Іркутськ — 24 листопада 1954, Ленінград, нині Санкт-Петербург) — російський фольклорист, літературознавець і етнограф.

## Біографія
1913 закінчив історико-філологічний факультет Петербурзького університету.
Викладав у Томському та Іркутському університетах, був одним із редакторів альманаху «Сибірська жива старина».
Від 1930 працював у Ленінграді в Інституті історії мистецтв, згодом керував сектором Інституту російської літератури АН СРСР (Пушкінський дім), викладав у Ленінградському університеті (від 1934).
Під час «боротьби з космополітизмом» (1948–1949) Азадовського вигнали з університету й Пушкінського дому, відлучили від створеної ним кафедри російського фольклору та занять фольклористикою.

## Праці
Досліджував історію російської і української фольклористики.
- «Література і фольклор» (1938).
- «Російська фольклористика і слов'янські країни» (1946).
- «Історія російської фольклористики» (томи 1—2, Москва, 1958–1963).
- «Статті про літературу й фольклор» (1960).
- Збірка «Російська казка» (томи 1—2, Ленінград 1932) — укладач.
- Збірка «Народні казки про бога, святих і попів. Російські, білоруські й українські» (1963) — укладач.

Записував і вивчав радянський фольклор («Бесіди збирача», «Фронтовий фольклор» та інші).